# Patricia Neway
Patricia Neway (Kensington, Brooklyn, 30 de setembre de 1919 - Corinth, Vermont, 24 de gener de 2012) fou una soprano operística i actriu de teatre musical estatunidenca que va tenir una activa carrera internacional durant la meitat dels anys 1940 fins a la dècada del 1960. Va ser una de les poques intèrprets del seu temps que va tenir un èxit similar en escenaris d'òpera i de teatre musical, sent intèrpret habitual tant a Broadway com a l'Òpera de Nova York durant els anys 1950 i 1960.
La crítica Emily Langer, del Washington Post, la va descriure com a "un tipus de cantant poc freqüent, amb formació clàssica i força vocal crua per satisfer les exigències de l'òpera, així com el talent i l'atractiu necessaris per tenir èxit al teatre musical". Se la recorda especialment per haver creat papers a les estrenes mundials de diverses òperes americanes contemporànies, destacant el de Magda Sorel a The Consul de Gian Carlo Menotti. A Broadway va guanyar un Premi Tony per la seva interpretació de la mare abadessa en la producció original de The Sound of Music, amb música de Richard Rodgers i text d'Oscar Hammerstein II.

## Biografia
Patricia va néixer a l'avinguda Ditmas de Kensington, Brooklyn, de pares irlandesos-americans, i va créixer a Rosebank, Staten Island. El seu pare era un capatàs d'impremta que havia treballat breument a escenaris de vodevil com a tenor d'un quartet vocal. Patricia va assistir a l' Acadèmia Notre Dame de Staten Island i després al Notre Dame College, on es va llicenciar en ciències matemàtiques. Tot i que de petit havia estudiat piano breument, el seu interès per la música i el cant es van despertar en els seus anys de la universitat de Notre Dame, després dels quals va començar a cantar cançons napolitanes d’un llibre que el seu oncle havia regalat al seu pare. El que va començar com una afició es va convertir en una passió i després de graduar-se a Notre Dame va ingressar al Mannes College of Music, on es va llicenciar en interpretació vocal. Més tard, va estudiar cant amb el tenor Morris Gesell, amb qui finalment es va casar.
Mentre era estudiant, Neway va debutar a Broadway com a membre del cor en una producció de 1942 de La Vie parisienne de Jacques Offenbach. L'abril de 1944 va ser la soprano solista a l'estrena mundial al Town Hall de The Mystic Trumpeter de Norman Dello Joio amb el director Robert Shaw i la Collegiate Chorale. Va fer la seva primera aparició operística en un paper protagonista el 1946, com a Fiordiligi de Così fan tutte, de Wolfgang Amadeus Mozart, al Chautauqua Opera. El 1948 va tornar a Broadway per formar part del Female Chorus a l'estrena als Estats Units de The Rape of Lucretia, de Benjamin Britten, al Teatre Ziegfeld.
El 1950, Neway va fer història quan va interpretar el paper de Magda Sorel a l'estrena mundial de The Consul de Gian Carlo Menotti al Teatre Shubert de Filadèlfia, amb Cornell MacNeil com John Sorel i Marie Powers com la Mare. Més tard, aquell mateix any, va participar en la producció del Teatre Ethel Barrymore de Broadway, que es va perllongar fins a les dues-centes-seixanta-nou representacions. Posteriorment va gravar el paper per a la Decca Records i va interpretar aquest paper a les estrenes de Londres, París i altres ciutats europees. Neway, Kuhlmann i Powers també van representar aquests papers al Regne Unit al Cambridge Theatre el febrer de 1951, amb Norman Kelley interpretant el paper del mag Nika. Pel seu treball a la producció de Broadway va guanyar el Premi Donaldson a la millor actriu en un musical l'any 1950.
El 1951, Neway va debutar amb la New York City Opera (NYCO), on va tornar sovint fins al 1966. La seva primera aparició amb la companyia va ser com a Leah a l'estrena mundial de The Dybbuk de David Tamkin, el 10 d'abril de 1951, amb Robert Rounseville com a Channon. També va cantar a l'estrena mundial de Six Characters in Search of an Author d'Hugo Weisgall el 1959, amb Beverly Sills. Entre moltes altres produccions, va aparèixer en la NYCO a: Cavalleria rusticana de Pietro Mascagni (com a Santuzza, sota la direcció de Julius Rudel), Wozzeck d'Alban Berg (com a Marie, dirigida per Theodore Komisarievski), The Consul de Menotti (com a Magda), Amahl and the Night Visitors de Menotti (com la Mare), The Medium de Menotti (com a Madame Flora), Tale for a Deaf Ear de Mark Bucci (com a Laura Gates), Wuthering Heights de Carlisle Floyd (com a Nellie, amb Phyllis Curtin com a Catherine); The Turn of the Sreew de Benjamin Britten (com a Governadora, amb Richard Cassilly com a Peter Quint) i Salome de Richard Strauss (com a Heròdies), entre d'altres.
Mentre que cantava principalment a la NYCO, Neway va continuar actuant tant amb altres companyies d'òpera com a Broadway. El 1952 va cantar i va gravar el paper principal deIphigénie en Tauride de Christoph Willibald Gluck al Festival d'Ais de Provença. Entre 1952 i 1954 va estar contractada com a soprano principal de l'Opéra-Comique de París. Estant allà, va oferir dues de les millors actuacions de la seva carrera d'òpera, interpretant el paper principal de Tosca de Giacomo Puccini i el paper de Katerina Mihaylovna de Risurrezione de Franco Alfano. El 1955 va cantar a l'estrena mundial de Una lettera d'amore di Lord Byron de Raffaello de Banfield a Nova Orleans, amb Astrid Varnay. El 1957 va interpretar a Madame de Croissy per a la producció de la NBC Opera Theatre del Diàlegs dels Carmelites de Poulenc, amb Rosemary Kuhlmann com a Mare Marie, Elaine Malbin com Blanche i Leontyne Price com Madame Lidoine.
Neway va crear també el paper de Miriam a l'estrena mundial de The Scarf, de Lee Hoiby, al primer Festival dei Due Mondi de Spoleto, Itàlia, el 20 de juny de 1958. L’agost de 1958 va cantar el paper de la Mare a l'estrena mundial de Maria Golovin, de Menotti, a la Fira Mundial de Brussel·les. Va continuar amb la producció quan es va estrenar a Broadway el novembre de 1958, al Teatre Martin Beck, sota el paraigua de la NBC Opera Theatre. L'any següent va tornar a cantar el paper amb l'Opera de Nova York, a més de gravar el paper per a una emissió de televisió nacional de la NBC.
El juny de 1959, Neway va tornar al Festival Spoleto per a interpretar Geraldine a l'estrena mundial d'A Hand of Bridge de Samuel Barber (que va gravar el 1960). El novembre següent va tornar a Broadway, on va interpretar el paper de la mare abadessa en la producció original de Broadway de The Sound of Music, per la qual va guanyar el Premi Tony a la millor interpretació d’una actriu destacada en un musical el 1960.
El 1963, Neway va crear el paper de Jenny MacDougald a l'estrena mundial de The Sojourner and Mollie Sinclair de Carlisle Floyd a Raleigh, Carolina del Nord, amb Norman Treigle com Lachlan Sinclair i la direcció de Julius Rudel.
El 1964 va interpretar el paper de Lady Thiang a The King and I al Lincoln Center amb Risë Stevens com a Anna i Darren McGavin com a rei. El 1966 va fer la seva primera aparició a l'Opera de San Francisco, com a Governadora de The Turn of the Screw. Hi va tornar el 1972 per a interpretar Leokadja Begbick a Rise and Fall of the City of Mahagonny de Kurt Weill.
El 1967 va aparèixer com a Nettie en una producció especial de televisió del musical Carousel, amb Robert Goulet com a Billy Bigelow. El seu sol destacat va ser la cançó "You'll Never Walk Alone". El 1970 va crear el paper de la reina a l'estrena mundial de l'obra escènica de Menotti, The Leper.
Va cantar també l'òpera Erwartung d'Arnold Schönberg.

## Jubilació i mort
Després de la jubilació, Neway es va traslladar a Corinth, Vermont, on va viure amb el seu segon marit, John Byrne, fins a la mort de Byrne el 2008. El seu primer matrimoni, amb Morris Gesell, havia acabat abans en divorci. El 2009 va donar papers i artefactes relacionats amb el sistema de xifratge Chaocipher del seu sogre al Museu Nacional Criptològic. Va morir a casa seva a Corint el 24 de gener de 2012, als 92 anys.